# سل بطني

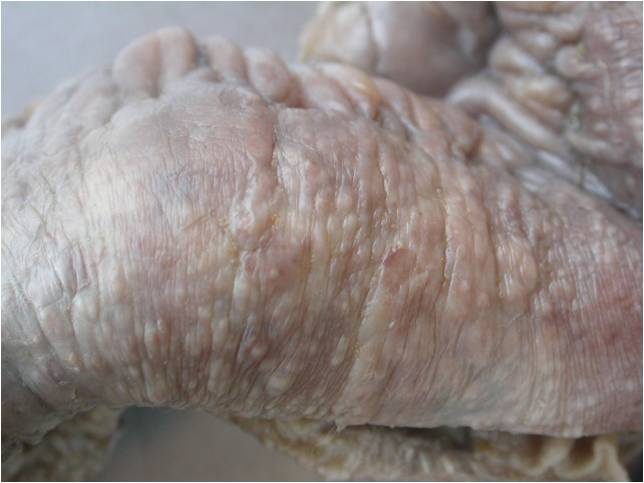
درن معوي يظهر درنات صغيرة على الغشاء المصلي لللفائفي نتيجة الإصابة بمرض السل.

السل البطني (بالإنجليزية: Abdominal tuberculosis)‏ نمط من السل خارج الرئوي يصيب أعضاء البطن مثل الأمعاء والصفاق والعقد اللمفية البطنية. قد تكون الإصابة معزولةً أو تترافق مع بؤرة أولية (مثل الرئتين) في المصابين بالسل المنتشر.

## الوبائيات
يسبب سل البطن 5% من حالات السل حول العالم، ويشكل سل الجهاز الهضمي 1-3% منها، وتبلغ نسبته أقل من 11-15% من الإصابات لدى طبيعيي المناعة.
يملك قرابة 20% من المصابين بسل البطن إصابةً فعالةً. ازداد معدل وقوع هذا المرض في العقود الأخيرة مع زيادة انتشار العدوى بفيروس عوز المناعة البشري الذي يجعل المصابين أكثر عرضةً للسل.

## عوامل الخطر
تشمل عوامل خطر الإصابة بالسل البطني حالات ضعف المناعة مثل العدوى بفيروس عوز المناعة البشري والداء السكري والخباثات الكامنة. يمثل تشمع الكبد واستخدام الديلزة الصفاقية عوامل خطر إضافية للمرض.

## الفسيولوجيا المرضية
هناك طرق عدة يصيب بها السل منطقة البطن. قد تدخل عصية السل البطن عبر تناول الحليب المخموج، وقد تصل عند المصابين بالسل الرئوي عبر هضم القشع الحامل للجرثومة. عندما يصاب السبيل الهضمي بعصية السل، تتشكل درنات ظهارانية في النسيج اللمفاوي للطبقة تحت المخاطية. قد يحدث تاليًا تنخر متجبن في الدرنة ما يقود إلى تقرح المخاطية، وفي هذه المرحلة قد تنتشر العصيات إلى العقد اللمفية المجاورة والطبقات الأعمق من الصفاق.
قد ينتقل السل مع تيار الدم من بؤرته البدئية إلى مكان آخر في البطن، وتشمل مناطق الإصابة أعضاء البطن الصلبة والكليتين والعقد المفية والصفاق. يبدو أن السل ينتشر أيضًا إلى الصفاق مباشرةً من بؤر الإصابة المجاورة مثل أنبوبي فالوب وملحقات الرحم وخراج عضلة البسواس أو التهاب الفقار السلي الثانوي. يمكن أن تصل العدوى أيضًا من العقد اللمفية عبر القنوات اللمفية.

## الأعراض والعلامات
تعتمد العلامات والأعراض المرافقة للسل البطني على موقع الإصابة. تشمل أشيع الأعراض الألم البطني والحبن والانسداد المعوي، وقد يصاب المرضى بالحمى وتغير عادات التغوط وفقدان الوزن والشعور بكتلة في البطن.
قد يعاني البعض من أعراض نادرة مثل التعرق الليلي والغثيان وفقدان الشهية والإمساك أو الإسهال وظهور الدم في البراز وانثقاب الأمعاء، ويمثل الوصل الدقاقي الأعوري أشيع أماكن الإصابة المعوية، وهذا يعود لوفرة النسيج اللمفي في هذه المنطقة.

## الأنماط
- ضخامة العقد اللمفية السلي: وهي أشيع تظاهرات السل البطني، وتشمل الإصابة عادةً العقد اللمفية المساريقية والثربية، وتُبدي عادةُ منطقةً من التنخر الجبني.[6]
- سل الصفاق البطني: يترافق غالبًا مع حبن وألم بطني، ويحدث في أغلب الأحيان بعد إعادة تنشيط بؤرة سلية كامنة.[10]
- السل المعوي: قد تتزامن الإصابة في مناطق متعددة من الأمعاء، إذ تنفذ العصيات السلية إلى المخاطية مسببةً تنخرًا جبنيًا وتندبًا نسيجيًا.[6]
- سل الكبد: قد تسبب إصابة الكبد سلًا دخنيًا منتشرًا في النسيج الكبدي وتدرنًا موضعًا. تبلغ نسبة إصابة الكبد في السل المنتشر نحو 20%.[11]
- مواقع أخرى نادرة: مثل الجهاز البولي التناسلي والأعور والمري والمعدة والطحال، ويمثل الطريق الدموي أشيع سبل الإصابة.[6]

## التشخيص
غالبًا ما يكون التظاهر السريري للسل البطني لا نموذجيًا، وقد يكون الحصول على عينات نسيجية لتأكيد التشخيص إجراءً صعبًا، وتملك الطرق التشخيصية التقليدية قيمةً ضعيفةً، لذا يتأخر تشخيص المرض غالبًا. يُشتبه بالتشخيص غالبًا على أساس سريري مع وجود التظاهرات المرتبطة بالمرض أو العوامل الوبائية مثل وجود إصابة سابقة معروفة بالسل والتعرض المحتمل للعدوى. يرتفع الاشتباه بالإصابة السلية لدى الأفراد المضعفين مناعيًا، ويجب تقييم الإصابة البطنية في المصابين بالشكل السلي خارج الرئوي عند الاشتباه السريري.
تؤكد الإصابة بكشف وجود المتفطرة السلية في سوائل الصفاق أو عينات الخزعة، وقد تدل الموجودات النسيجية المرضية مثل النخر المتجبن في الخزعات النسيحية على داء السل. يقيم التصوير المقطعي المحوسب إصابة الكبد أو الأعضاء الأخرى ووجود الحبن وضخامة العقد اللمفية والإصابة الصفاقية، وقد يكون التصوير بالأمراج فوق الصوتية مفيدًا في كشف ضخامة العقد اللمفية والحبن.

## التدبير
يستجيب السل البطني غالبًا للعلاج بالأدوية المضادة للسل، وقد تعالج هذه الأدوية الحمى والحبن والنزف خلال أسابيع قليلة من بدء العلاج.

### التدبير الجراحي
من المبرر اللجوء إلى العلاج الجراحي في السل البطني عند حدوث اختلاطات مثل الانثقاب والخراجات والنزف والنواسير والانسداد المعوي. هناك ثلاثة أنماط من الإجراءات الجراحية المجراة في السل البطني: الأول تصنيع مجازة معوية في المناطق المصابة من المعي، والثاني إجراء أكثر غزوًا يُسمى استئصال القولون النصفي يُزال فيه قسم كبير من المعي، بينما يُسمى الإجراء الثالث رأب وتصنيع التضيق، ويُجرى لإزالة الانسداد المعوي الناجم عن سل المعي. يُعالج الانثقاب المعوي الحاصل في السل البطني باستئصال القسم المصاب.